# Rogatkowate (rośliny)
Rogatkowate (Ceratophyllaceae) – rodzina roślin z monotypowego rzędu rogatkowców Ceratophyllales o niepewnej pozycji w systemie klasyfikacyjnym okrytonasiennych. Reprezentowana jest przez jeden żyjący rodzaj – rogatek Ceratophyllum. Rośliny te spotykane są w wodach słodkich na całym świecie z wyjątkiem obszarów okołobiegunowych. Nie mają większego znaczenia ekonomicznego. Bywają uprawiane w akwariach i zbiornikach wodnych do natleniania wody. Zdarza się, że są problematyczne, gdy intensywnie się rozrastają utrudniając przepływ wód w kanałach żeglugowych lub zasilających elektrownie wodne. Rośliny zapylane są przez wodę (hydrogamia) i nasiona przenoszone są także przez wodę (hydrochoria). Zimują w postaci pąków śpiących (turionów). Ziarna pyłku nie mają bruzd. Łagiewka pyłkowa jest rozgałęziona.

## Morfologia

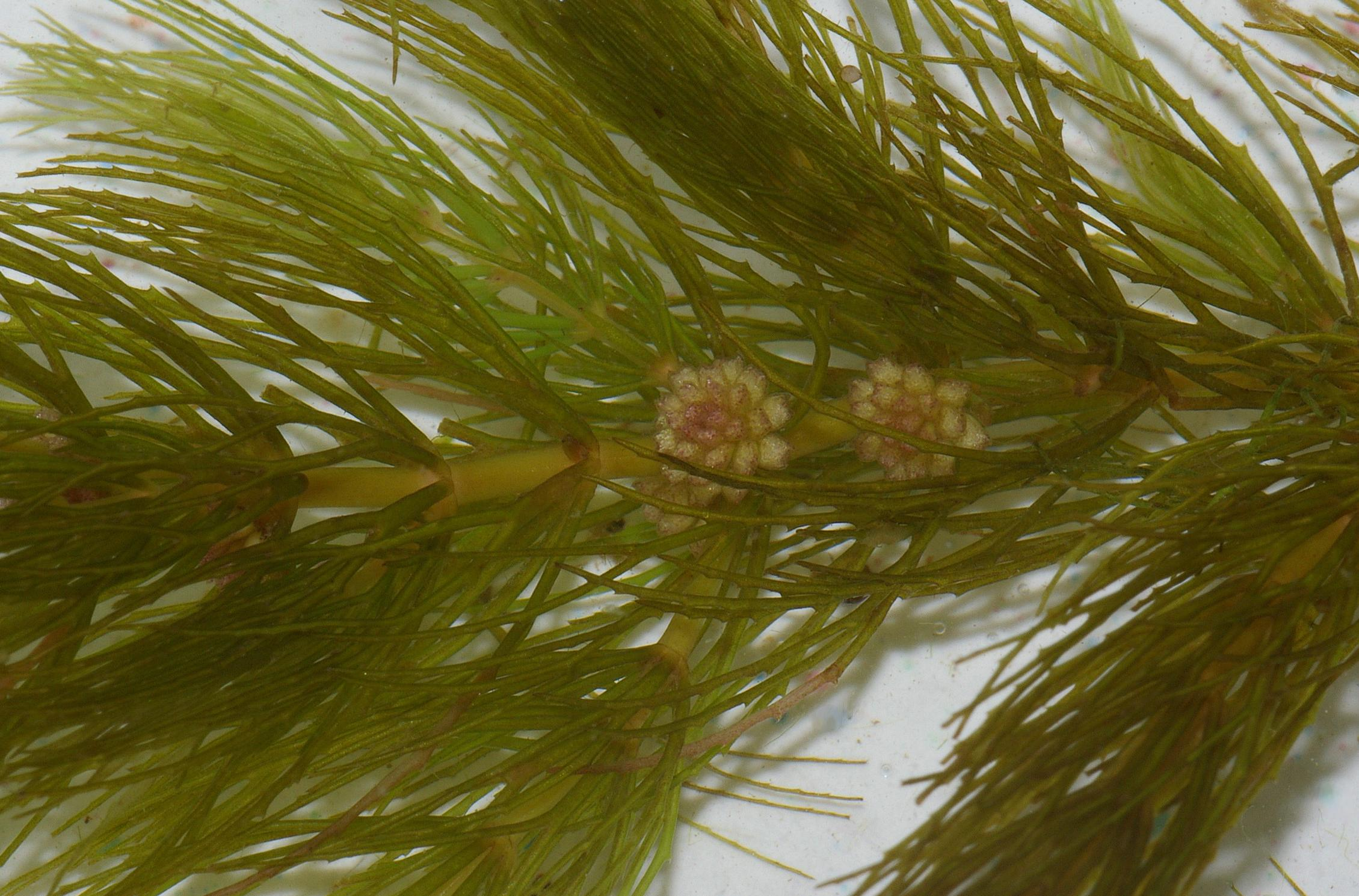
Rogatek sztywny – pęd z kwiatostanami

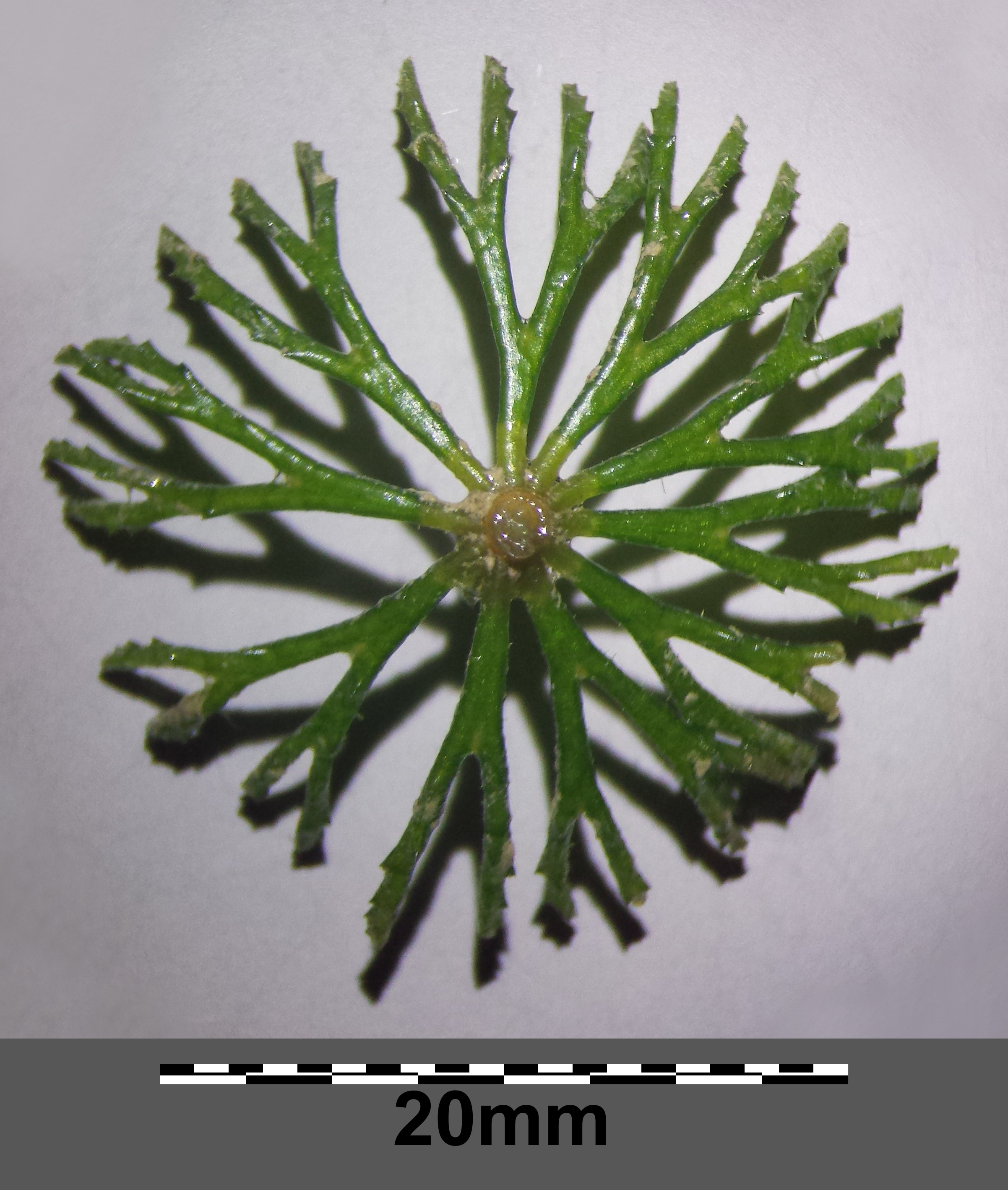
Rogatek sztywny – okółek liści

PokrójHydrofity całkowicie zanurzone w wodzie, o pędach długości do 80 cm, zwykle rozgałęziających się, pozbawione korzeni (przymocowują się czasem do dna za pomocą cienkich odgałęzień pędów), formujące pąki zimujące.
LiścieSilnie podzielone dychotomicznie (1–4 razy) na nitkowate lub równowąskie odcinki, często sztywne i kruche, na brzegu ząbkowane. Wyrastają w okółkach po 6–8.
KwiatyDrobne (od 0,5 do 1,5 mm średnicy), pojedyncze lub zebrane w szczątkowe kwiatostany, siedzące w kątach liści. Wsparte są okółkiem 8–15 równowąskich przysadek lub według innych autorów – listków okwiatu. W kwiatach męskich bywa ich więcej (do 15), a w kwiatach żeńskich mniej (do 10). U nasady są one zrośnięte, a na końcach często ząbkowane lub postrzępione. Kwiaty są jednopłciowe – w kolejnych węzłach rozwijają się przemiennie kwiaty męskie i żeńskie. Kwiaty męskie występują skupione w główkach, kwiaty żeńskie – pojedynczo. Pozbawione są okwiatu. Pręciki w liczbie (3) 10–20 (50) wyrastają spiralnie na wypukłym dnie kwiatowym, przy czym te położone centralnie pozostają niedorozwinięte i płonne. Pylniki są równowąskie do owalnych siedzące lub osadzone na krótkich i szerokich nitkach, otwierają się podłużnymi pęknięciami, łącznik między nimi jest przedłużony i zabarwiony. Zalążnia jest górna, utworzona z jednego owocolistka (bardzo rzadko z dwóch), zwieńczona wydłużoną lub skróconą szyjką z niewielkim, siedzącym znamieniem. Zalążek pojedynczy, wyprostowany, położony grzbietowo.
OwoceOrzeszki z 2–3 kolcami i trwałą szyjką słupka, zawierające pojedyncze, drobne, eliptyczne nasiona z dużym zarodkiem i mięsistymi liścieniami.

## Systematyka i ewolucja
Rodzina i zarazem rząd Ceratophyllales nie mają jednoznacznie ustalonej pozycji w systemie klasyfikacyjnym okrytonasiennych. Analizy molekularne wskazują najczęściej siostrzaną pozycję tych roślin w stosunku do dwuliściennych właściwych eudicots. Z drugiej strony istnieją skamieniałości przedstawiające rośliny o pośrednich cechach między rogatkowatymi i zieleńcowcami Chloranthales. Niektóre dane wskazują na to, że grupa ta wyodrębniła się z okrytonasiennych przed rozdzieleniem linii rozwojowych dwuliściennych właściwych i jednoliściennych, ewentualnie, że rogatki stanowią klad bazalny w obrębie jednej lub drugiej z tych linii rozwojowych. Pod koniec drugiego dziesięciolecia XXI wieku potwierdzono w szeregu analiz bliskie pokrewieństwo rogatkowców z zieleńcowcami, w niektórych badaniach wręcz wskazywano na siostrzaną relację tych rzędów, mających tworzyć wspólny klad (np. badania DNA mitochondrialnego oraz morfologii). Yang i in. (2020) stwierdzili, że w czasie jury najpierw oddzieliły się linie rozwojowe jednoliściennych, następnie magnoliowych, w czasie późnej jury – zieleńcowców, rogatkowców i w końcu już w kredzie nastąpiło różnicowanie w obrębie dwuliściennych właściwych. 
W systemie Ruggiero i in. (2015) rząd tworzy jeden z 18 nadrzędów okrytonasiennych – Ceratophyllanae.
Rogatkowate reprezentują bardzo dawną grupę roślin i w przeszłości mogły być bardzo zróżnicowane. W zapisie kopalnym znane są rośliny zaliczane do tej rodziny wyodrębniane w rodzaj Donlesia sprzed ok. 100 milionów lat. Za spokrewnione uznawane są skamieniałości gatunku sprzed około 125 milionów lat – Montsechia vidalii, klasyfikowane do własnej rodziny Montsechiaceae. Najstarsze znaleziska klasyfikowane do rodzaju rogatek Ceratophyllum datowane są na 45 milionów lat.
Pozycja w systemie APG IV (2016)
Pozycja rogatkowatych jest niepewna. Przedstawiane są prowizorycznie jako siostrzaną pozycję tych roślin w stosunku do dwuliściennych właściwych eudicots.
Pozycja rogatkowców na tle wczesnych dwuliściennych według APweb (aktualizowany system APG IV):
|  | zieleńcowce Chloranthales |
|  |                           |
|  | magnoliowe magnoliids     |
|  |                           |

|  | jednoliścienne monocots                                                                       |
|  |                                                                                               |
|  | \| \| rogatkowce Ceratophyllales \| \| \| \| \| \| dwuliścienne właściwe eudicots \| \| \| \| |
|  |                                                                                               |
|  | rogatkowce Ceratophyllales                                                                    |
|  |                                                                                               |
|  | dwuliścienne właściwe eudicots                                                                |
|  |                                                                                               |

|  | rogatkowce Ceratophyllales     |
|  |                                |
|  | dwuliścienne właściwe eudicots |
|  |                                |

|  | zieleńcowce Chloranthales |
|  |                           |
|  | magnoliowe magnoliids     |
|  |                           |

|  | jednoliścienne monocots                                                                       |
|  |                                                                                               |
|  | \| \| rogatkowce Ceratophyllales \| \| \| \| \| \| dwuliścienne właściwe eudicots \| \| \| \| |
|  |                                                                                               |
|  | rogatkowce Ceratophyllales                                                                    |
|  |                                                                                               |
|  | dwuliścienne właściwe eudicots                                                                |
|  |                                                                                               |

|  | rogatkowce Ceratophyllales     |
|  |                                |
|  | dwuliścienne właściwe eudicots |
|  |                                |

|  | zieleńcowce Chloranthales |
|  |                           |
|  | magnoliowe magnoliids     |
|  |                           |

|  | jednoliścienne monocots                                                                       |
|  |                                                                                               |
|  | \| \| rogatkowce Ceratophyllales \| \| \| \| \| \| dwuliścienne właściwe eudicots \| \| \| \| |
|  |                                                                                               |
|  | rogatkowce Ceratophyllales                                                                    |
|  |                                                                                               |
|  | dwuliścienne właściwe eudicots                                                                |
|  |                                                                                               |

|  | rogatkowce Ceratophyllales     |
|  |                                |
|  | dwuliścienne właściwe eudicots |
|  |                                |

|  | zieleńcowce Chloranthales |
|  |                           |
|  | magnoliowe magnoliids     |
|  |                           |

|  | jednoliścienne monocots                                                                       |
|  |                                                                                               |
|  | \| \| rogatkowce Ceratophyllales \| \| \| \| \| \| dwuliścienne właściwe eudicots \| \| \| \| |
|  |                                                                                               |
|  | rogatkowce Ceratophyllales                                                                    |
|  |                                                                                               |
|  | dwuliścienne właściwe eudicots                                                                |
|  |                                                                                               |

|  | rogatkowce Ceratophyllales     |
|  |                                |
|  | dwuliścienne właściwe eudicots |
|  |                                |

|  | zieleńcowce Chloranthales |
|  |                           |
|  | magnoliowe magnoliids     |
|  |                           |

|  | jednoliścienne monocots                                                                       |
|  |                                                                                               |
|  | \| \| rogatkowce Ceratophyllales \| \| \| \| \| \| dwuliścienne właściwe eudicots \| \| \| \| |
|  |                                                                                               |
|  | rogatkowce Ceratophyllales                                                                    |
|  |                                                                                               |
|  | dwuliścienne właściwe eudicots                                                                |
|  |                                                                                               |

|  | rogatkowce Ceratophyllales     |
|  |                                |
|  | dwuliścienne właściwe eudicots |
|  |                                |

|  | zieleńcowce Chloranthales |
|  |                           |
|  | magnoliowe magnoliids     |
|  |                           |

|  | jednoliścienne monocots                                                                       |
|  |                                                                                               |
|  | \| \| rogatkowce Ceratophyllales \| \| \| \| \| \| dwuliścienne właściwe eudicots \| \| \| \| |
|  |                                                                                               |
|  | rogatkowce Ceratophyllales                                                                    |
|  |                                                                                               |
|  | dwuliścienne właściwe eudicots                                                                |
|  |                                                                                               |

|  | rogatkowce Ceratophyllales     |
|  |                                |
|  | dwuliścienne właściwe eudicots |
|  |                                |

|  | zieleńcowce Chloranthales |
|  |                           |
|  | magnoliowe magnoliids     |
|  |                           |

|  | jednoliścienne monocots                                                                       |
|  |                                                                                               |
|  | \| \| rogatkowce Ceratophyllales \| \| \| \| \| \| dwuliścienne właściwe eudicots \| \| \| \| |
|  |                                                                                               |
|  | rogatkowce Ceratophyllales                                                                    |
|  |                                                                                               |
|  | dwuliścienne właściwe eudicots                                                                |
|  |                                                                                               |

|  | rogatkowce Ceratophyllales     |
|  |                                |
|  | dwuliścienne właściwe eudicots |
|  |                                |

|  | zieleńcowce Chloranthales |
|  |                           |
|  | magnoliowe magnoliids     |
|  |                           |

|  | jednoliścienne monocots                                                                       |
|  |                                                                                               |
|  | \| \| rogatkowce Ceratophyllales \| \| \| \| \| \| dwuliścienne właściwe eudicots \| \| \| \| |
|  |                                                                                               |
|  | rogatkowce Ceratophyllales                                                                    |
|  |                                                                                               |
|  | dwuliścienne właściwe eudicots                                                                |
|  |                                                                                               |

|  | rogatkowce Ceratophyllales     |
|  |                                |
|  | dwuliścienne właściwe eudicots |
|  |                                |

|  | zieleńcowce Chloranthales |
|  |                           |
|  | magnoliowe magnoliids     |
|  |                           |

|  | jednoliścienne monocots                                                                       |
|  |                                                                                               |
|  | \| \| rogatkowce Ceratophyllales \| \| \| \| \| \| dwuliścienne właściwe eudicots \| \| \| \| |
|  |                                                                                               |
|  | rogatkowce Ceratophyllales                                                                    |
|  |                                                                                               |
|  | dwuliścienne właściwe eudicots                                                                |
|  |                                                                                               |

|  | rogatkowce Ceratophyllales     |
|  |                                |
|  | dwuliścienne właściwe eudicots |
|  |                                |

|  | zieleńcowce Chloranthales |
|  |                           |
|  | magnoliowe magnoliids     |
|  |                           |

|  | jednoliścienne monocots                                                                       |
|  |                                                                                               |
|  | \| \| rogatkowce Ceratophyllales \| \| \| \| \| \| dwuliścienne właściwe eudicots \| \| \| \| |
|  |                                                                                               |
|  | rogatkowce Ceratophyllales                                                                    |
|  |                                                                                               |
|  | dwuliścienne właściwe eudicots                                                                |
|  |                                                                                               |

|  | rogatkowce Ceratophyllales     |
|  |                                |
|  | dwuliścienne właściwe eudicots |
|  |                                |

|  | zieleńcowce Chloranthales |
|  |                           |
|  | magnoliowe magnoliids     |
|  |                           |

|  | jednoliścienne monocots                                                                       |
|  |                                                                                               |
|  | \| \| rogatkowce Ceratophyllales \| \| \| \| \| \| dwuliścienne właściwe eudicots \| \| \| \| |
|  |                                                                                               |
|  | rogatkowce Ceratophyllales                                                                    |
|  |                                                                                               |
|  | dwuliścienne właściwe eudicots                                                                |
|  |                                                                                               |

|  | rogatkowce Ceratophyllales     |
|  |                                |
|  | dwuliścienne właściwe eudicots |
|  |                                |

|  | zieleńcowce Chloranthales |
|  |                           |
|  | magnoliowe magnoliids     |
|  |                           |

|  | jednoliścienne monocots                                                                       |
|  |                                                                                               |
|  | \| \| rogatkowce Ceratophyllales \| \| \| \| \| \| dwuliścienne właściwe eudicots \| \| \| \| |
|  |                                                                                               |
|  | rogatkowce Ceratophyllales                                                                    |
|  |                                                                                               |
|  | dwuliścienne właściwe eudicots                                                                |
|  |                                                                                               |

|  | rogatkowce Ceratophyllales     |
|  |                                |
|  | dwuliścienne właściwe eudicots |
|  |                                |

|  | zieleńcowce Chloranthales |
|  |                           |
|  | magnoliowe magnoliids     |
|  |                           |

|  | jednoliścienne monocots                                                                       |
|  |                                                                                               |
|  | \| \| rogatkowce Ceratophyllales \| \| \| \| \| \| dwuliścienne właściwe eudicots \| \| \| \| |
|  |                                                                                               |
|  | rogatkowce Ceratophyllales                                                                    |
|  |                                                                                               |
|  | dwuliścienne właściwe eudicots                                                                |
|  |                                                                                               |

|  | rogatkowce Ceratophyllales     |
|  |                                |
|  | dwuliścienne właściwe eudicots |
|  |                                |

|  | zieleńcowce Chloranthales |
|  |                           |
|  | magnoliowe magnoliids     |
|  |                           |

|  | jednoliścienne monocots                                                                       |
|  |                                                                                               |
|  | \| \| rogatkowce Ceratophyllales \| \| \| \| \| \| dwuliścienne właściwe eudicots \| \| \| \| |
|  |                                                                                               |
|  | rogatkowce Ceratophyllales                                                                    |
|  |                                                                                               |
|  | dwuliścienne właściwe eudicots                                                                |
|  |                                                                                               |

|  | rogatkowce Ceratophyllales     |
|  |                                |
|  | dwuliścienne właściwe eudicots |
|  |                                |

|  | zieleńcowce Chloranthales |
|  |                           |
|  | magnoliowe magnoliids     |
|  |                           |

|  | jednoliścienne monocots                                                                       |
|  |                                                                                               |
|  | \| \| rogatkowce Ceratophyllales \| \| \| \| \| \| dwuliścienne właściwe eudicots \| \| \| \| |
|  |                                                                                               |
|  | rogatkowce Ceratophyllales                                                                    |
|  |                                                                                               |
|  | dwuliścienne właściwe eudicots                                                                |
|  |                                                                                               |

|  | rogatkowce Ceratophyllales     |
|  |                                |
|  | dwuliścienne właściwe eudicots |
|  |                                |

|  | zieleńcowce Chloranthales |
|  |                           |
|  | magnoliowe magnoliids     |
|  |                           |

|  | jednoliścienne monocots                                                                       |
|  |                                                                                               |
|  | \| \| rogatkowce Ceratophyllales \| \| \| \| \| \| dwuliścienne właściwe eudicots \| \| \| \| |
|  |                                                                                               |
|  | rogatkowce Ceratophyllales                                                                    |
|  |                                                                                               |
|  | dwuliścienne właściwe eudicots                                                                |
|  |                                                                                               |

|  | rogatkowce Ceratophyllales     |
|  |                                |
|  | dwuliścienne właściwe eudicots |
|  |                                |

Pozycja systematyczna według Yanga i in. (2020)
|   | zieleńcowce Chloranthales |
|   | |
|   | \| \| rogatkowce Ceratophyllales \| \| \| \| \| → \| dwuliścienne właściwe eudicots \| \| \| dwuliścienne właściwe eudicots \| |
|   | |
|   | rogatkowce Ceratophyllales |
|   | |
| → | dwuliścienne właściwe eudicots                                                                                                 |
|   | dwuliścienne właściwe eudicots                                                                                                 |

|   | rogatkowce Ceratophyllales     |
|   |                                |
| → | dwuliścienne właściwe eudicots |
|   | dwuliścienne właściwe eudicots |

|   | zieleńcowce Chloranthales |
|   | |
|   | \| \| rogatkowce Ceratophyllales \| \| \| \| \| → \| dwuliścienne właściwe eudicots \| \| \| dwuliścienne właściwe eudicots \| |
|   | |
|   | rogatkowce Ceratophyllales |
|   | |
| → | dwuliścienne właściwe eudicots                                                                                                 |
|   | dwuliścienne właściwe eudicots                                                                                                 |

|   | rogatkowce Ceratophyllales     |
|   |                                |
| → | dwuliścienne właściwe eudicots |
|   | dwuliścienne właściwe eudicots |

|   | zieleńcowce Chloranthales |
|   | |
|   | \| \| rogatkowce Ceratophyllales \| \| \| \| \| → \| dwuliścienne właściwe eudicots \| \| \| dwuliścienne właściwe eudicots \| |
|   | |
|   | rogatkowce Ceratophyllales |
|   | |
| → | dwuliścienne właściwe eudicots                                                                                                 |
|   | dwuliścienne właściwe eudicots                                                                                                 |

|   | rogatkowce Ceratophyllales     |
|   |                                |
| → | dwuliścienne właściwe eudicots |
|   | dwuliścienne właściwe eudicots |

|   | zieleńcowce Chloranthales |
|   | |
|   | \| \| rogatkowce Ceratophyllales \| \| \| \| \| → \| dwuliścienne właściwe eudicots \| \| \| dwuliścienne właściwe eudicots \| |
|   | |
|   | rogatkowce Ceratophyllales |
|   | |
| → | dwuliścienne właściwe eudicots                                                                                                 |
|   | dwuliścienne właściwe eudicots                                                                                                 |

|   | rogatkowce Ceratophyllales     |
|   |                                |
| → | dwuliścienne właściwe eudicots |
|   | dwuliścienne właściwe eudicots |

|   | zieleńcowce Chloranthales |
|   | |
|   | \| \| rogatkowce Ceratophyllales \| \| \| \| \| → \| dwuliścienne właściwe eudicots \| \| \| dwuliścienne właściwe eudicots \| |
|   | |
|   | rogatkowce Ceratophyllales |
|   | |
| → | dwuliścienne właściwe eudicots                                                                                                 |
|   | dwuliścienne właściwe eudicots                                                                                                 |

|   | rogatkowce Ceratophyllales     |
|   |                                |
| → | dwuliścienne właściwe eudicots |
|   | dwuliścienne właściwe eudicots |

|   | zieleńcowce Chloranthales |
|   | |
|   | \| \| rogatkowce Ceratophyllales \| \| \| \| \| → \| dwuliścienne właściwe eudicots \| \| \| dwuliścienne właściwe eudicots \| |
|   | |
|   | rogatkowce Ceratophyllales |
|   | |
| → | dwuliścienne właściwe eudicots                                                                                                 |
|   | dwuliścienne właściwe eudicots                                                                                                 |

|   | rogatkowce Ceratophyllales     |
|   |                                |
| → | dwuliścienne właściwe eudicots |
|   | dwuliścienne właściwe eudicots |

|   | zieleńcowce Chloranthales |
|   | |
|   | \| \| rogatkowce Ceratophyllales \| \| \| \| \| → \| dwuliścienne właściwe eudicots \| \| \| dwuliścienne właściwe eudicots \| |
|   | |
|   | rogatkowce Ceratophyllales |
|   | |
| → | dwuliścienne właściwe eudicots                                                                                                 |
|   | dwuliścienne właściwe eudicots                                                                                                 |

|   | rogatkowce Ceratophyllales     |
|   |                                |
| → | dwuliścienne właściwe eudicots |
|   | dwuliścienne właściwe eudicots |

|   | zieleńcowce Chloranthales |
|   | |
|   | \| \| rogatkowce Ceratophyllales \| \| \| \| \| → \| dwuliścienne właściwe eudicots \| \| \| dwuliścienne właściwe eudicots \| |
|   | |
|   | rogatkowce Ceratophyllales |
|   | |
| → | dwuliścienne właściwe eudicots                                                                                                 |
|   | dwuliścienne właściwe eudicots                                                                                                 |

|   | rogatkowce Ceratophyllales     |
|   |                                |
| → | dwuliścienne właściwe eudicots |
|   | dwuliścienne właściwe eudicots |

|   | zieleńcowce Chloranthales |
|   | |
|   | \| \| rogatkowce Ceratophyllales \| \| \| \| \| → \| dwuliścienne właściwe eudicots \| \| \| dwuliścienne właściwe eudicots \| |
|   | |
|   | rogatkowce Ceratophyllales |
|   | |
| → | dwuliścienne właściwe eudicots                                                                                                 |
|   | dwuliścienne właściwe eudicots                                                                                                 |

|   | rogatkowce Ceratophyllales     |
|   |                                |
| → | dwuliścienne właściwe eudicots |
|   | dwuliścienne właściwe eudicots |

|   | zieleńcowce Chloranthales |
|   | |
|   | \| \| rogatkowce Ceratophyllales \| \| \| \| \| → \| dwuliścienne właściwe eudicots \| \| \| dwuliścienne właściwe eudicots \| |
|   | |
|   | rogatkowce Ceratophyllales |
|   | |
| → | dwuliścienne właściwe eudicots                                                                                                 |
|   | dwuliścienne właściwe eudicots                                                                                                 |

|   | rogatkowce Ceratophyllales     |
|   |                                |
| → | dwuliścienne właściwe eudicots |
|   | dwuliścienne właściwe eudicots |

|   | zieleńcowce Chloranthales |
|   | |
|   | \| \| rogatkowce Ceratophyllales \| \| \| \| \| → \| dwuliścienne właściwe eudicots \| \| \| dwuliścienne właściwe eudicots \| |
|   | |
|   | rogatkowce Ceratophyllales |
|   | |
| → | dwuliścienne właściwe eudicots                                                                                                 |
|   | dwuliścienne właściwe eudicots                                                                                                 |

|   | rogatkowce Ceratophyllales     |
|   |                                |
| → | dwuliścienne właściwe eudicots |
|   | dwuliścienne właściwe eudicots |

|   | zieleńcowce Chloranthales |
|   | |
|   | \| \| rogatkowce Ceratophyllales \| \| \| \| \| → \| dwuliścienne właściwe eudicots \| \| \| dwuliścienne właściwe eudicots \| |
|   | |
|   | rogatkowce Ceratophyllales |
|   | |
| → | dwuliścienne właściwe eudicots                                                                                                 |
|   | dwuliścienne właściwe eudicots                                                                                                 |

|   | rogatkowce Ceratophyllales     |
|   |                                |
| → | dwuliścienne właściwe eudicots |
|   | dwuliścienne właściwe eudicots |

|   | zieleńcowce Chloranthales |
|   | |
|   | \| \| rogatkowce Ceratophyllales \| \| \| \| \| → \| dwuliścienne właściwe eudicots \| \| \| dwuliścienne właściwe eudicots \| |
|   | |
|   | rogatkowce Ceratophyllales |
|   | |
| → | dwuliścienne właściwe eudicots                                                                                                 |
|   | dwuliścienne właściwe eudicots                                                                                                 |

|   | rogatkowce Ceratophyllales     |
|   |                                |
| → | dwuliścienne właściwe eudicots |
|   | dwuliścienne właściwe eudicots |

|   | zieleńcowce Chloranthales |
|   | |
|   | \| \| rogatkowce Ceratophyllales \| \| \| \| \| → \| dwuliścienne właściwe eudicots \| \| \| dwuliścienne właściwe eudicots \| |
|   | |
|   | rogatkowce Ceratophyllales |
|   | |
| → | dwuliścienne właściwe eudicots                                                                                                 |
|   | dwuliścienne właściwe eudicots                                                                                                 |

|   | rogatkowce Ceratophyllales     |
|   |                                |
| → | dwuliścienne właściwe eudicots |
|   | dwuliścienne właściwe eudicots |

|   | zieleńcowce Chloranthales |
|   | |
|   | \| \| rogatkowce Ceratophyllales \| \| \| \| \| → \| dwuliścienne właściwe eudicots \| \| \| dwuliścienne właściwe eudicots \| |
|   | |
|   | rogatkowce Ceratophyllales |
|   | |
| → | dwuliścienne właściwe eudicots                                                                                                 |
|   | dwuliścienne właściwe eudicots                                                                                                 |

|   | rogatkowce Ceratophyllales     |
|   |                                |
| → | dwuliścienne właściwe eudicots |
|   | dwuliścienne właściwe eudicots |

|   | zieleńcowce Chloranthales |
|   | |
|   | \| \| rogatkowce Ceratophyllales \| \| \| \| \| → \| dwuliścienne właściwe eudicots \| \| \| dwuliścienne właściwe eudicots \| |
|   | |
|   | rogatkowce Ceratophyllales |
|   | |
| → | dwuliścienne właściwe eudicots                                                                                                 |
|   | dwuliścienne właściwe eudicots                                                                                                 |

|   | rogatkowce Ceratophyllales     |
|   |                                |
| → | dwuliścienne właściwe eudicots |
|   | dwuliścienne właściwe eudicots |

|   | zieleńcowce Chloranthales |
|   | |
|   | \| \| rogatkowce Ceratophyllales \| \| \| \| \| → \| dwuliścienne właściwe eudicots \| \| \| dwuliścienne właściwe eudicots \| |
|   | |
|   | rogatkowce Ceratophyllales |
|   | |
| → | dwuliścienne właściwe eudicots                                                                                                 |
|   | dwuliścienne właściwe eudicots                                                                                                 |

|   | rogatkowce Ceratophyllales     |
|   |                                |
| → | dwuliścienne właściwe eudicots |
|   | dwuliścienne właściwe eudicots |

|   | zieleńcowce Chloranthales |
|   | |
|   | \| \| rogatkowce Ceratophyllales \| \| \| \| \| → \| dwuliścienne właściwe eudicots \| \| \| dwuliścienne właściwe eudicots \| |
|   | |
|   | rogatkowce Ceratophyllales |
|   | |
| → | dwuliścienne właściwe eudicots                                                                                                 |
|   | dwuliścienne właściwe eudicots                                                                                                 |

|   | rogatkowce Ceratophyllales     |
|   |                                |
| → | dwuliścienne właściwe eudicots |
|   | dwuliścienne właściwe eudicots |

|   | zieleńcowce Chloranthales |
|   | |
|   | \| \| rogatkowce Ceratophyllales \| \| \| \| \| → \| dwuliścienne właściwe eudicots \| \| \| dwuliścienne właściwe eudicots \| |
|   | |
|   | rogatkowce Ceratophyllales |
|   | |
| → | dwuliścienne właściwe eudicots                                                                                                 |
|   | dwuliścienne właściwe eudicots                                                                                                 |

|   | rogatkowce Ceratophyllales     |
|   |                                |
| → | dwuliścienne właściwe eudicots |
|   | dwuliścienne właściwe eudicots |

|   | zieleńcowce Chloranthales |
|   | |
|   | \| \| rogatkowce Ceratophyllales \| \| \| \| \| → \| dwuliścienne właściwe eudicots \| \| \| dwuliścienne właściwe eudicots \| |
|   | |
|   | rogatkowce Ceratophyllales |
|   | |
| → | dwuliścienne właściwe eudicots                                                                                                 |
|   | dwuliścienne właściwe eudicots                                                                                                 |

|   | rogatkowce Ceratophyllales     |
|   |                                |
| → | dwuliścienne właściwe eudicots |
|   | dwuliścienne właściwe eudicots |

|   | zieleńcowce Chloranthales |
|   | |
|   | \| \| rogatkowce Ceratophyllales \| \| \| \| \| → \| dwuliścienne właściwe eudicots \| \| \| dwuliścienne właściwe eudicots \| |
|   | |
|   | rogatkowce Ceratophyllales |
|   | |
| → | dwuliścienne właściwe eudicots                                                                                                 |
|   | dwuliścienne właściwe eudicots                                                                                                 |

|   | rogatkowce Ceratophyllales     |
|   |                                |
| → | dwuliścienne właściwe eudicots |
|   | dwuliścienne właściwe eudicots |

|   | zieleńcowce Chloranthales |
|   | |
|   | \| \| rogatkowce Ceratophyllales \| \| \| \| \| → \| dwuliścienne właściwe eudicots \| \| \| dwuliścienne właściwe eudicots \| |
|   | |
|   | rogatkowce Ceratophyllales |
|   | |
| → | dwuliścienne właściwe eudicots                                                                                                 |
|   | dwuliścienne właściwe eudicots                                                                                                 |

|   | rogatkowce Ceratophyllales     |
|   |                                |
| → | dwuliścienne właściwe eudicots |
|   | dwuliścienne właściwe eudicots |

|   | zieleńcowce Chloranthales |
|   | |
|   | \| \| rogatkowce Ceratophyllales \| \| \| \| \| → \| dwuliścienne właściwe eudicots \| \| \| dwuliścienne właściwe eudicots \| |
|   | |
|   | rogatkowce Ceratophyllales |
|   | |
| → | dwuliścienne właściwe eudicots                                                                                                 |
|   | dwuliścienne właściwe eudicots                                                                                                 |

|   | rogatkowce Ceratophyllales     |
|   |                                |
| → | dwuliścienne właściwe eudicots |
|   | dwuliścienne właściwe eudicots |

|   | zieleńcowce Chloranthales |
|   | |
|   | \| \| rogatkowce Ceratophyllales \| \| \| \| \| → \| dwuliścienne właściwe eudicots \| \| \| dwuliścienne właściwe eudicots \| |
|   | |
|   | rogatkowce Ceratophyllales |
|   | |
| → | dwuliścienne właściwe eudicots                                                                                                 |
|   | dwuliścienne właściwe eudicots                                                                                                 |

|   | rogatkowce Ceratophyllales     |
|   |                                |
| → | dwuliścienne właściwe eudicots |
|   | dwuliścienne właściwe eudicots |

|   | zieleńcowce Chloranthales |
|   | |
|   | \| \| rogatkowce Ceratophyllales \| \| \| \| \| → \| dwuliścienne właściwe eudicots \| \| \| dwuliścienne właściwe eudicots \| |
|   | |
|   | rogatkowce Ceratophyllales |
|   | |
| → | dwuliścienne właściwe eudicots                                                                                                 |
|   | dwuliścienne właściwe eudicots                                                                                                 |

|   | rogatkowce Ceratophyllales     |
|   |                                |
| → | dwuliścienne właściwe eudicots |
|   | dwuliścienne właściwe eudicots |

|   | zieleńcowce Chloranthales |
|   | |
|   | \| \| rogatkowce Ceratophyllales \| \| \| \| \| → \| dwuliścienne właściwe eudicots \| \| \| dwuliścienne właściwe eudicots \| |
|   | |
|   | rogatkowce Ceratophyllales |
|   | |
| → | dwuliścienne właściwe eudicots                                                                                                 |
|   | dwuliścienne właściwe eudicots                                                                                                 |

|   | rogatkowce Ceratophyllales     |
|   |                                |
| → | dwuliścienne właściwe eudicots |
|   | dwuliścienne właściwe eudicots |

|   | zieleńcowce Chloranthales |
|   | |
|   | \| \| rogatkowce Ceratophyllales \| \| \| \| \| → \| dwuliścienne właściwe eudicots \| \| \| dwuliścienne właściwe eudicots \| |
|   | |
|   | rogatkowce Ceratophyllales |
|   | |
| → | dwuliścienne właściwe eudicots                                                                                                 |
|   | dwuliścienne właściwe eudicots                                                                                                 |

|   | rogatkowce Ceratophyllales     |
|   |                                |
| → | dwuliścienne właściwe eudicots |
|   | dwuliścienne właściwe eudicots |

|   | zieleńcowce Chloranthales |
|   | |
|   | \| \| rogatkowce Ceratophyllales \| \| \| \| \| → \| dwuliścienne właściwe eudicots \| \| \| dwuliścienne właściwe eudicots \| |
|   | |
|   | rogatkowce Ceratophyllales |
|   | |
| → | dwuliścienne właściwe eudicots                                                                                                 |
|   | dwuliścienne właściwe eudicots                                                                                                 |

|   | rogatkowce Ceratophyllales     |
|   |                                |
| → | dwuliścienne właściwe eudicots |
|   | dwuliścienne właściwe eudicots |

|   | zieleńcowce Chloranthales |
|   | |
|   | \| \| rogatkowce Ceratophyllales \| \| \| \| \| → \| dwuliścienne właściwe eudicots \| \| \| dwuliścienne właściwe eudicots \| |
|   | |
|   | rogatkowce Ceratophyllales |
|   | |
| → | dwuliścienne właściwe eudicots                                                                                                 |
|   | dwuliścienne właściwe eudicots                                                                                                 |

|   | rogatkowce Ceratophyllales     |
|   |                                |
| → | dwuliścienne właściwe eudicots |
|   | dwuliścienne właściwe eudicots |

|   | zieleńcowce Chloranthales |
|   | |
|   | \| \| rogatkowce Ceratophyllales \| \| \| \| \| → \| dwuliścienne właściwe eudicots \| \| \| dwuliścienne właściwe eudicots \| |
|   | |
|   | rogatkowce Ceratophyllales |
|   | |
| → | dwuliścienne właściwe eudicots                                                                                                 |
|   | dwuliścienne właściwe eudicots                                                                                                 |

|   | rogatkowce Ceratophyllales     |
|   |                                |
| → | dwuliścienne właściwe eudicots |
|   | dwuliścienne właściwe eudicots |

|   | zieleńcowce Chloranthales |
|   | |
|   | \| \| rogatkowce Ceratophyllales \| \| \| \| \| → \| dwuliścienne właściwe eudicots \| \| \| dwuliścienne właściwe eudicots \| |
|   | |
|   | rogatkowce Ceratophyllales |
|   | |
| → | dwuliścienne właściwe eudicots                                                                                                 |
|   | dwuliścienne właściwe eudicots                                                                                                 |

|   | rogatkowce Ceratophyllales     |
|   |                                |
| → | dwuliścienne właściwe eudicots |
|   | dwuliścienne właściwe eudicots |

|   | zieleńcowce Chloranthales |
|   | |
|   | \| \| rogatkowce Ceratophyllales \| \| \| \| \| → \| dwuliścienne właściwe eudicots \| \| \| dwuliścienne właściwe eudicots \| |
|   | |
|   | rogatkowce Ceratophyllales |
|   | |
| → | dwuliścienne właściwe eudicots                                                                                                 |
|   | dwuliścienne właściwe eudicots                                                                                                 |

|   | rogatkowce Ceratophyllales     |
|   |                                |
| → | dwuliścienne właściwe eudicots |
|   | dwuliścienne właściwe eudicots |

Pozycja w systemie Cronquista (1981)
W systemach XX-wiecznych rodzina rogatkowatych zaliczana była zwykle do (jak teraz wiadomo parafiletycznego w ówczesnym ujęciu) rzędu grzybieniowców Nymphaeales.
Podział rodziny (jednolity we wszystkich systemach)
Jeden żyjący rodzaj rogatek Ceratophyllum, jednak z różną liczbą gatunków w zależności od ich ujęcia systematycznego – czterema lub sześcioma. 
Do rodziny należy także wymarły, kredowy rodzaj Donlesia oraz Ceratostratiotes z europejskiego miocenu.